# Esther Zschieschow
Esther Zschieschow (* 1964 in Greiz, DDR) ist eine deutsche Schauspielerin in Film, Fernsehen, und Theater, Regisseurin und Schauspieldozentin.

## Leben und Karriere
Esther Zschieschow wurde 1964 in Greiz geboren und wuchs in Gera auf. Von 1983 bis 1987 absolvierte ihr Schauspielstudium an der Theaterhochschule „Hans Otto“ Leipzig. Während ihrer Ausbildung sammelte sie erste Bühnenerfahrungen. 1992 zog sie nach London und unterrichtete  an der Goldsmith’s College der University of London Schauspiel und wirkte bei mehreren Theaterproduktionen mit. Bekannt wurde sie mit der wiederkehrenden Tatort-Dortmund-Rolle Susanne Bütow, der Mutter der Dortmunder Kommissarin Rosa Herzog.
Seit 2006 ist Zschieschow als Schauspieldozentin an der Hochschule für Musik und Theater Rostock (hmt Rostock) tätig und erhielt 2014 eine Honorarprofessur.

## Filmografie (Auswahl)
- 2005: Alphateam – Die Lebensretter im OP (Fernsehserie, 1 Folge)
- 2016: Meer (Kurzfilm)
- 2021: Schnittstellen (Kurzfilm)
- 2021: Tatort: Love is Pain
- 2024: Molly (Kurzfilm)
- 2024: Tatort: Made in China
- 2024: Finsteres Herz - Die Toten von Marnow 2
- 2025: Tatort: Abstellgleis

## Theater (Auswahl)
- seit 2022: Die Strategie der Schmetterlinge, als Eve (Regie: Anne-Kathrin Gummich, Bühne 602 in Rostock)[2]
- seit 2025: Die verlorene Ehre der Katharina Blum, als Katharina Blum (Regie: Aniol Kirberg), Deutsches Schauspielhaus Hamburg[3]